# Atenodor de Teos
Atenodor de Teos (en llatí Athenodorus, en grec antic Άθηνόδωρος) fou un músic grec que tocava la cítara.
Va ser un dels intèrprets que van participar en les celebracions que es van fer a la ciutat de Susa l'any 324 aC durant l'enllaç entre el rei Alexandre el Gran i la princesa persa Estàtira coneguda també com a Barsina (Barsine). Segons Ateneu de Nàucratis hi havia un poeta tràgic del mateix nom al que també li van sol·licitar els seus serveis en la mateixa ocasió.